# Noah Carter
Noah Christian Kim Carter (født ca. 1993) er en dansk rapper, der er tilknyttet pladeselskabet Fortyfive.
Han er opvokset på Nørrebro i København.
Inden berømmelsen startede han gruppen B.O.C. (Bomber over centrum) med sine barndomsvenner Oliver Chambuso (Kesi), Kian Rosenberg Larsson (Gilli), Nicklas Werenskjold og Benjamin Small (Benny Jamz).
I 2011 blev Noah Carter idømt en treårig fængselsstraf for hjemmerøveri på en ældre dame. I de tre år, han sad i fængsel, blev han nævnt i flere andre danske rapperes tekster, heriblandt BOC og Ukendt Kunstners Hans Phillip, hvor de i deres sange sagde "Fri Noah Carter". Blandt andet på hittet "d.a.u.d.a" af Sivas og Gilli rapper Gilli 2 minutter og 28 sekunder inde i sangen: "Vi råber fri Noah Carter / Hold ud alle brødre bag tremmer!" og på Ukendt Kunstners "Betonjunglen" hvor frasen "Fri Noah Carter" indgår som en del af omkvædet.
Han udgav sin første sang "Do You", på platformen Soundcloud den 20. september 2016. Carter spillede sin første koncert den 19. oktober 2016. Han udgav også sit første album den 30. maj 2017. Han har siden udgivet singlen "Search" og den 16. april 2018 udgav han albummet 2nd Demo, der blev godt modtaget hos Soundvenue.

## Diskografi
- Couch Dreams (2017)
- 2nd Demo (2018)
- Carter The Kid (2021)
- Noahs Ark (2024)
- Guld Og Grønne (2025)